# Joy M. Bergelson
Joy M. Bergelson (* in Brooklyn, New York City, New York) ist eine US-amerikanische Evolutionsbiologin an der University of Chicago.

## Leben und Wirken
Bergelson wuchs in Metuchen, New Jersey, auf. Sie erwarb 1984 an der Brown University einen Bachelor in Biologie, 1986 an der University of York einen Master in Biologie und 1990 an der University of Washington einen Ph.D. in Zoologie. Als Postdoktorandin arbeitete sie an der University of Oxford, bevor sie 1992 eine erste Anstellung an der Washington University in St. Louis erhielt. Seit 1994 ist sie an der University of Chicago. Hier ist sie (Stand 2020) James D. Watson Distinguished Service Professor of Ecology and Evolution.
Joy Bergelson arbeitet auf dem Gebiet der ökologischen und evolutionären Genetik. Sie verwendet Arabidopsis thaliana (Acker-Schmalwand) als Modellorganismus. Sie konnte unter anderem zeigen, dass diese Pflanze und ihre bakteriellen Pflanzenpathogene eine Koevolution durchgemacht haben, die nicht immer einem ständigen Wettrüsten gleicht, sondern oft mehr dem Sich-arrangieren mit einer Pattsituation.
Bergelson ist seit 2004 Fellow der American Association for the Advancement of Science (deren Sektion für Biologie sie 2012 vorstand), seit 2018 Mitglied der National Academy of Sciences und seit 2020 Mitglied der American Academy of Arts and Sciences. Laut Datenbank Scopus hat sie einen h-Index von 62, laut Google Scholar einen von 72 (jeweils Stand Oktober 2020). 